# Arsenalul din Sibiu
Arsenalul din Sibiu, cunoscut și drept Cazarma Kempel (germană Kempel Kaserne), este un monument istoric și de arhitectură situat în Piața Armelor (Zeughofplatz) din Sibiu. Clădirea a fost proiectată de inginerul Conrad Haas în secolul al XVI-lea. Turnul de apărare din secolul al XV-lea este anterior restului clădirii.

## Istoric
Din anul 1785 clădirea a servit drept spital militar. În perioada cedării Ardealului de Nord, între anii 1940-1945, clădirea a servit drept sediu al Facultății de Medicină din Cluj, refugiată la Sibiu.
În anul 2009 a fost dezvelită o placă memorială în amintirea lui Conrad Haas, comandant al arsenalului și pionier al rachetei în trepte.

## Galerie de imagini

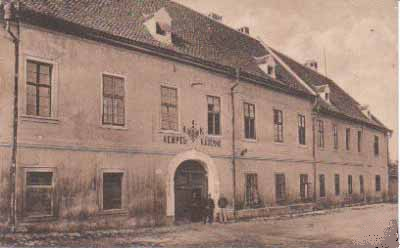
Vedere din perioada austro-ungară